# Малая Тимошовка
Малая Тимошовка (укр. Мала Тимошівка) — село в Ровнянской сельской общине Новоукраинского района Кировоградской области Украины.
Население по переписи 2001 года составляло 460 человек. Почтовый индекс — 27142. Телефонный код — 5251. Код КОАТУУ — 3524083401.